# 날개를 펼쳐
〈날개를 펼쳐〉(일본어: 翼を広げて 츠바사오히로게테[*])는 일본의 밴드 DEEN의 두 번째 싱글로, 1993년 7월 17일 발매되었다. (CD: BGDH-1007) 곡의 작사는 사카이 이즈미가, 작곡은 오다 테츠로가, 편곡은 하야마 타케시가 담당했다. 이 곡은 NTV에서 방송되던 축구 중계 프로그램의 삽입곡으로 사용되었다. B 사이드 곡은 〈꿈의 연속...... love in my dream〉(夢のつづき- 유메노츠즈키-[*])이며, 이케모리 슈이치가 작/편곡을 맡았고, 역시 하야마 타케시가 편곡을 맡았다.
〈날개를 펼쳐〉는 작사, 작곡자인 사카이 이즈미(ZARD)와 오다 테츠로 모두 셀프 커버해 불렀으며, ZARD는 이 곡을 타이틀 곡으로 한 싱글을 발매키도 했다. 2015년 아이카와 나나세는 오다 테츠로의 곡을 대상으로 커버 음반을 제작했으며, 이 곡 역시 수록되었다.

## 수록곡
| #            | 제목                                                                    | 작사            | 작곡            | 편곡          | 재생 시간 |
| ------------ | ----------------------------------------------------------------------- | --------------- | --------------- | ------------- | --------- |
| 1.           | 〈〈날개를 펼쳐〉〉 (翼を広げて)                                        | 사카이 이즈미   | 오다 테츠로     | 하야마 타케시 | 5:14      |
| 2.           | 〈〈꿈의 연속...... love in my dream〉〉 (夢のつづき……love in my dream) | 이케모리 슈이치 | 이케모리 슈이치 | 하야마 타케시 | 4:23      |
| 3.           | 〈〈날개를 펼쳐〉〉 (Original Karaoke)                                  |                 |                 |               | 5:13      |
| 4.           | 〈〈꿈의 연속...... love in my dream〉〉 (Original Karaoke)             |                 |                 |               | 4:19      |
| 총 재생 시간 | 총 재생 시간                                                            | 총 재생 시간    | 총 재생 시간    | 총 재생 시간  | 19:09     |